# Campionato centroamericano e caraibico di calcio 1951
Il Campionato centroamericano e caraibico di calcio 1951 (CCCF Championship 1951) fu la quinta edizione della competizione calcistica per nazione organizzata dalla CCCF. La competizione si svolse a Panama dal 25 febbraio al 4 marzo 1951 e vide la partecipazione di tre squadre: Costa Rica, Nicaragua e Panama. Molte squadre non parteciparono a questa edizione a causa di un'epidemia di poliomielite, la stessa Costa Rica inviò la formazione B.
Il torneo fu vinto in casa dalla nazionale di Panama, unica nazionale ad aver trionfato in casa oltre alla Costa Rica.
L'edizione del 1951 servì anche come qualificazione al Campionato Panamericano 1952, per il quale fu messo in palio un posto.
La CCCF organizzò questa competizione dal 1941 al 1961, anno in cui la CCCF si unì con la NAFC per formare la CONCACAF che istituì il Campionato CONCACAF a partire dal 1963.

## Formula
- Qualificazioni

Nessuna fase di qualificazione. Le squadre sono qualificate direttamente alla fase finale.
- Fase finale

Girone unico - 3 squadre: giocano partite di sola andata. La prima classificata si laurea campione CCCF e si qualifica al Campionato Panamericano 1952.

## Stadi
| Panama                    |
| ------------------------- |
| Estadio Olimpico Nacional |
| Capienza: 25.000          |
|                           |
| Panama                    |

## Squadre partecipanti
| Pr. | Squadra    | Data di qualificazione certa | Partecipante in quanto | Partecipazioni precedenti al torneo | Ultima presenza |
| --- | ---------- | ---------------------------- | ---------------------- | ----------------------------------- | --------------- |
| 1   | Costa Rica | -                            | Qualificata di diritto | 4 (1941, 1943, 1946, 1948)          | Guatemala 1948  |
| 2   | Panama     | -                            | Qualificata di diritto | 3 (1941, 1946, 1948)                | Guatemala 1948  |
| 3   | Nicaragua  | -                            | Qualificata di diritto | 3 (1941, 1943, 1946)                | Costa Rica 1946 |

Nella sezione "partecipazioni precedenti al torneo", le date in grassetto indicano che la nazione ha vinto quella edizione del torneo, mentre le date in corsivo indicano la nazione ospitante.

## Fase finale

### Girone unico

#### Classifica
| Pos | Squadra    | P.ti | G | V | N | P | GF | GS | DR  |
| --- | ---------- | ---- | - | - | - | - | -- | -- | --- |
| 1   | Panama     | 7    | 4 | 3 | 1 | 0 | 13 | 3  | +10 |
| 2   | Costa Rica | 5    | 4 | 2 | 1 | 1 | 13 | 5  | +8  |
| 3   | Nicaragua  | 0    | 4 | 0 | 0 | 4 | 4  | 22 | -18 |

Panama si qualifica alla fase finale del Campionato Panamericano 1952

#### Risultati
| Panama 25 febbraio 1951 | Costa Rica | 8 – 1 | Nicaragua | Estadio Olimpico Nacional |

| Panama 27 febbraio 1951 | Panama | 2 – 0 | Costa Rica | Estadio Olimpico Nacional |

| Panama 28 febbraio 1951 | Panama | 4 – 0 | Nicaragua | Estadio Olimpico Nacional |

| Panama 2 marzo 1951 | Panama | 1 – 1 | Costa Rica | Estadio Olimpico Nacional |

| Panama 3 marzo 1951 | Costa Rica | 4 – 1 | Nicaragua | Estadio Olimpico Nacional |

| Panama 4 marzo 1951 | Panama | 6 – 2 | Nicaragua | Estadio Olimpico Nacional |